# 國立竹南高級中學
國立竹南高級中學（英語：National Chunan Senior High School），簡稱竹南高中、南中，成立於1952年，是一所位於苗栗縣竹南鎮的綜合型高級中等學校，設有普通科及化工科。前身為苗栗縣立竹南初級中學，後改制為臺灣省立苗栗高級中學竹南分部，1968年獨立設校至今。

## 沿革
1952年9月，苗栗縣立竹南初級中學創立，奉准試辦高中。1953年12月12日，改制苗栗縣立竹南中學，為一所完全中學。1962年8月，苗栗縣為「省辦高中，縣市辦初中」政策先行縣市，高中部七班改隸臺灣省立苗栗高級中學，改制為臺灣省立苗栗高級中學竹南分部，初中部獨立設校為苗栗縣立竹南初級中學。1968年秋季，開始實施九年國民教育，省苗中竹南分部獨立設校，改制為臺灣省立竹南高級中學。2000年2月1日，因應精省，省立高中職改隸教育部，改名為國立竹南高級中學。

## 校長
| 任期 | 姓名   | 任職日期   | 離職日期   | 備註                                                                   |
| ---- | ------ | ---------- | ---------- | ---------------------------------------------------------------------- |
| 1    | 蔡拱南 | 1952年9月  | 1955年1月  | 原竹南區署民政課長轉任，任內逝世。                                     |
| 2    | 林乾祜 | 1955年2月  | 1956年2月  | 原苗栗縣教育科長轉任，調任桃園縣教育科長。                             |
| 3    | 周召欽 | 1956年2月  | 1957年11月 | 原國立台灣大學生活管理主任升任，調任苗栗縣立大湖初級中學。             |
| 4    | 馬行公 | 1957年12月 | 1960年8月  | 原苗栗縣立大湖初級中學校長轉任，調任中華民國僑務委員會。               |
| 5    | 殷其藻 | 1960年9月  | 1970年7月  | 原屏東縣立恆春中學校長轉任，調任臺灣省立後壁高級中學。                 |
| 6    | 湯孝彬 | 1970年8月  | 1972年10月 | 原臺灣省立臺中第二高級中學校長轉任，調升臺灣省教育廳第二科科長。       |
| 7    | 欒澤秋 | 1972年10月 | 1982年2月  | 調任臺灣省立楊梅高級中學。                                             |
| 8    | 王應祥 | 1982年2月  | 1991年2月  | 原臺灣省立員林崇實高級中學校長轉任，屆齡退休。                         |
| 9    | 唐明光 | 1991年2月  | 1997年2月  | 原臺灣省立蘇澳高級海事水產職業學校校長轉任，屆齡退休。                 |
| 10   | 王正雄 | 1997年2月  | 2001年2月  | 原臺灣省立卓蘭實驗高級中學校長轉任，調任國立苗栗高級農工職業學校。     |
| 11   | 陳江源 | 2001年2月  | 2005年2月  | 原國立東勢高級工業職業學校教務主任升任，調任國立員林高級農工職業學校。 |
| 12   | 范瓊盛 | 2005年2月  | 2009年7月  | 原國立沙鹿高級工業職業學校教務主任升任，任滿退休。                     |
| 13   | 黃國峰 | 2009年8月  | 2015年7月  | 原國立苗栗高級商業職業學校教務主任升任，調任國立苗栗高級中學。         |
| 14   | 李詩慶 | 2015年8月  | 2021年7月  | 原國立中央大學附屬中壢高級中學秘書升任，調任國立竹東高級中學。         |
| 15   | 呂淑美 | 2021年8月  | 2025年7月  | 原國立新竹女子高級中學校長轉任，任滿退休。                             |
| 16   | 劉曉雯 | 2025年8月  | 現任       | 原國立新竹高級商業職業學校校長轉任。                                   |

## 姊妹校
- 日本德島縣立城南高等學校[3]

## 外部連結
- 國立竹南高中（页面存档备份，存于）（繁體中文）